# Caenolestes fuliginosus
Caenolestes fuliginosus — вид сумчастих ссавців із родини ценолестових, що мешкає в Андах півночі й заходу Колумбії, північного й центрального Еквадору, крайнього південного заходу Венесуели. Характеризується темно-коричневою шерстю верхніх частин тіла й світлішим забарвленням нижніх частин тіла. Ця нічна тварина харчується комахами, дрібними безхребетними та хребетними.

## Біоморфологічна характеристика
C. fuliginosus дещо нагадує землерийку й має видовжену мордочку. Блискуча шерсть темно-коричневого або темно-сірого забарвлення, дуже шовковиста; на череві вона дещо світліша; кінчики волосинок мають світліший колір. Порівняно з іншими представниками свого роду, C. fuliginosus має стрункішу конституцію; ці тварини менші за розміром і мають тендітніші черепи. Довжина від носа до хвоста 229–237 мм, темно-коричневий хвіст 107–113 мм, вага в середньому 34–39 грамів. Хвіст напівчіпкий і допомагає лазити, хоча його не можна використовувати для підтримки всієї ваги тіла. Очі в ценолестів малі й зір поганий. Мають чутливі вібриси

## Середовище проживання
Живе на висотах 1600–4000 метрів. Населяє середовища від високих вологих лісів (з навісом крон чи без нього) до густих чагарників і пасовищ, переважно в екосистемах парамо та верхньогірських лісів по всьому ареалу.

## Спосіб життя
Цей вид переважно веде солітарний нічний спосіб життя, харчується комахами, дощовими та плоскими червами й додатково членистоногими як личинками, так і дорослими особинами, також у раціоні присутні багатоніжки, павуки, рослинність і дрібні хребетні, як от молоді миші. Це наземні тварини, але вправні дереволази. Вони добувають їжу в моху і листовій підстилці. Знайшовши їжу вони маніпулюють і споживають її передніми лапами з положення напівсидячи. Вдень знаходять притулок під корінням дерев. Ймовірними хижаками для C. fuliginosus можуть бути Leopardus jacobita, Leopardus colocolo, Lycalopex culpaeus, Puma concolor.
Наразі немає інформації про систему спарювання в цього виду. Ці тварини, ймовірно, мають один річний сезон розмноження з лютого по серпень.

## Загрози й охорона
Серйозних загроз немає; однак місцевість проживання активно використовується для випасу худоби.
Цей вид трапляється в кількох заповідних територіях. Він був занесений до Червоного списку Венесуели як уразливий.

## Кладограма
Внутрішньородинна кладограма за джерелом:

|  | Lestoros inca            |
|  |                          |
|  | Rhyncholestes raphanurus |
|  |                          |

|  | C. condorensis                                              |
|  |                                                             |
|  | \| \| C. caniventer \| \| \| \| \| \| C. sangay \| \| \| \| |
|  |                                                             |
|  | C. caniventer                                               |
|  |                                                             |
|  | C. sangay                                                   |
|  |                                                             |

|  | C. caniventer |
|  |               |
|  | C. sangay     |
|  |               |

|  | C. condorensis                                              |
|  |                                                             |
|  | \| \| C. caniventer \| \| \| \| \| \| C. sangay \| \| \| \| |
|  |                                                             |
|  | C. caniventer                                               |
|  |                                                             |
|  | C. sangay                                                   |
|  |                                                             |

|  | C. caniventer |
|  |               |
|  | C. sangay     |
|  |               |

|  | C. condorensis                                              |
|  |                                                             |
|  | \| \| C. caniventer \| \| \| \| \| \| C. sangay \| \| \| \| |
|  |                                                             |
|  | C. caniventer                                               |
|  |                                                             |
|  | C. sangay                                                   |
|  |                                                             |

|  | C. caniventer |
|  |               |
|  | C. sangay     |
|  |               |

|  | C. condorensis                                              |
|  |                                                             |
|  | \| \| C. caniventer \| \| \| \| \| \| C. sangay \| \| \| \| |
|  |                                                             |
|  | C. caniventer                                               |
|  |                                                             |
|  | C. sangay                                                   |
|  |                                                             |

|  | C. caniventer |
|  |               |
|  | C. sangay     |
|  |               |